# Gaston Van Bulck
Compléments
Van Bulck fut des meilleurs connaisseurs de la philologie bantoue
Gaston Van Bulck (en néerlandais : Vaast Van Bulck), né le 24 septembre 1903 à Berchem (Belgique) et décédé le 6 juillet 1966 à Louvain (Belgique), est un prêtre jésuite belge, missionnaire en Afrique centrale, ethnologue et linguiste de renom. Il est particulièrement connu pour ses recherches sur les langues bantoues.

## Biographie
Après des études secondaires au collège Notre-Dame d'Anvers il entre au noviciat des jésuites, à Tronchiennes, en 1921. Des études de philologie classique et de sciences coloniales à université catholique de Louvain sont suivies d'une année en Sorbonne, à Paris (1928). Il s’intéresse de plus en plus à la linguistique et la phonétique.  
Van Bulck termine son doctorat en philologie classique en 1929. De 1929 à 1931 il se trouve à Vienne, où il obtient un doctorat en ethnologie et langues africaines.  Il fait plusieurs séjours en Afrique comme membre d’expéditions scientifiques. 
Ordonné prêtre le 24 septembre 1936 (à Louvain), il est envoyé comme missionnaire dans la région du Kwango (Congo) Il y réside durant tout le temps de la Seconde Guerre mondiale, de 1939 à 1947, tout en enseignant au séminaire de Lemfu et poursuivant ses recherches d’ethnologie linguistique (sur la langue Kikongo). 
De 1938 à sa mort (avec des interruptions) il est professeur d'anthropologie, ethnographie et ethnologie à l'université pontificale grégorienne de Rome. En 1951 Van Bulck visite le Tchad, à la demande des jésuites français, pour une étude ethno-linguistique de tout le territoire. 
Le 1er octobre 1951 il est nommé président de l'Institut africain tout récemment fondé à l’université catholique de Louvain. Durant les années qui suivent il passe une moitié de l’année à Louvain et l’autre à Rome.  
Reconnu comme un des meilleurs connaisseurs de la réalité bantoue et des langues africaines  Van Bulck était membre actif de l'Institut africain international de Londres, de la Société de linguistique de Paris, de l'Institut Anthropos de Vienne, de la Nederlandse Vereniging voor culturele anthropologie d'Amsterdam, et d'autres. Il était un des piliers de l'Institut royal colonial belge (appelé aujourd'hui Académie royale des sciences d'outre-mer)  

## Écrits
Outre de très nombreux articles (en français ou néerlandais) que l’on trouve dans des revues telles que Zaire, Studia missionalia, ou dans le bulletin des séances de l’IRCB, Van Bulck publia les livres suivants :
- Manuel de linguistique bantoue, Librairie Falk fils, Bruxelles, 1949.
- Les recherches linguistiques au Congo belge, Bruxelles, IRCB, 1948.
- « Le problème Bochiman et Hottentot : les faits linguistiques », Studia Missionalia, no 25, Rome, 1948.
- Les deux cartes linguistiques du Congo belge, IRCB, Bruxelles, 1952.
- Mission linguistique 1949-1951, IRCB, Bruxelles, 1954.
- Orthographie des noms ethniques au Congo belge…, IRCB, Bruxelles, 1954.
- Autour du problème missionnaire : études de missiologie de 1932 à 1957, Université pontificale grégorienne, Rome, 1960.

## Articles biographiques
- G.M., « Le Rév. Père Vaast Van Bulck, S.J. », Africa, vol. 37, no 1,‎ janvier 1967, p. 96-97 (DOI 10.1017/S0001972000031910, lire en ligne, consulté le 25 mars 2025).
- Raf Van Hoof, « La Völkerkunde de Van Bulck : L'anthropologie coloniale en Belgique », Annales Aequatoria, vol. 26,‎ 2005, p. 227-241 (JSTOR 25836857, lire en ligne, consulté le 25 mars 2025)
- J. Denis, « BULCK (VAN) (Gaston) : Jésuite, Linguiste et Ethnologue », dans Biographie Belge d'Outre-Mer, t. VII-C, Académie royale des sciences d'outre-mer, 1989 (lire en ligne), col. 5560 (consulté le 25 mars 2025)
- N. De Cleene, « E.P. Vaast van BULCK, S. J. : (24 september 1903 - 6 juli 1966) », Bulletin des séances, Académie royale des sciences d'outre-mer, vol. 1,‎ 1967, p. 146-149 (lire en ligne, consulté le 25 mars 2025)